# Dinero

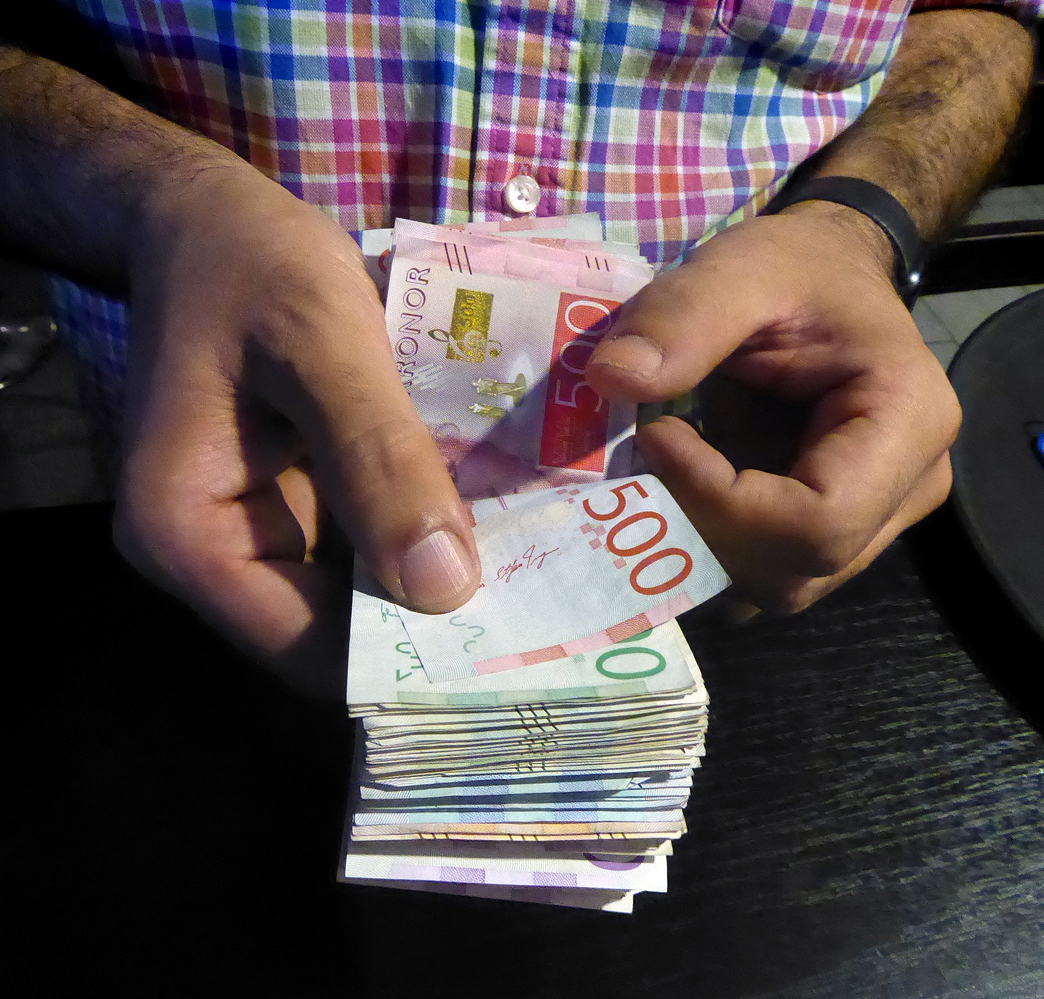
Billetes

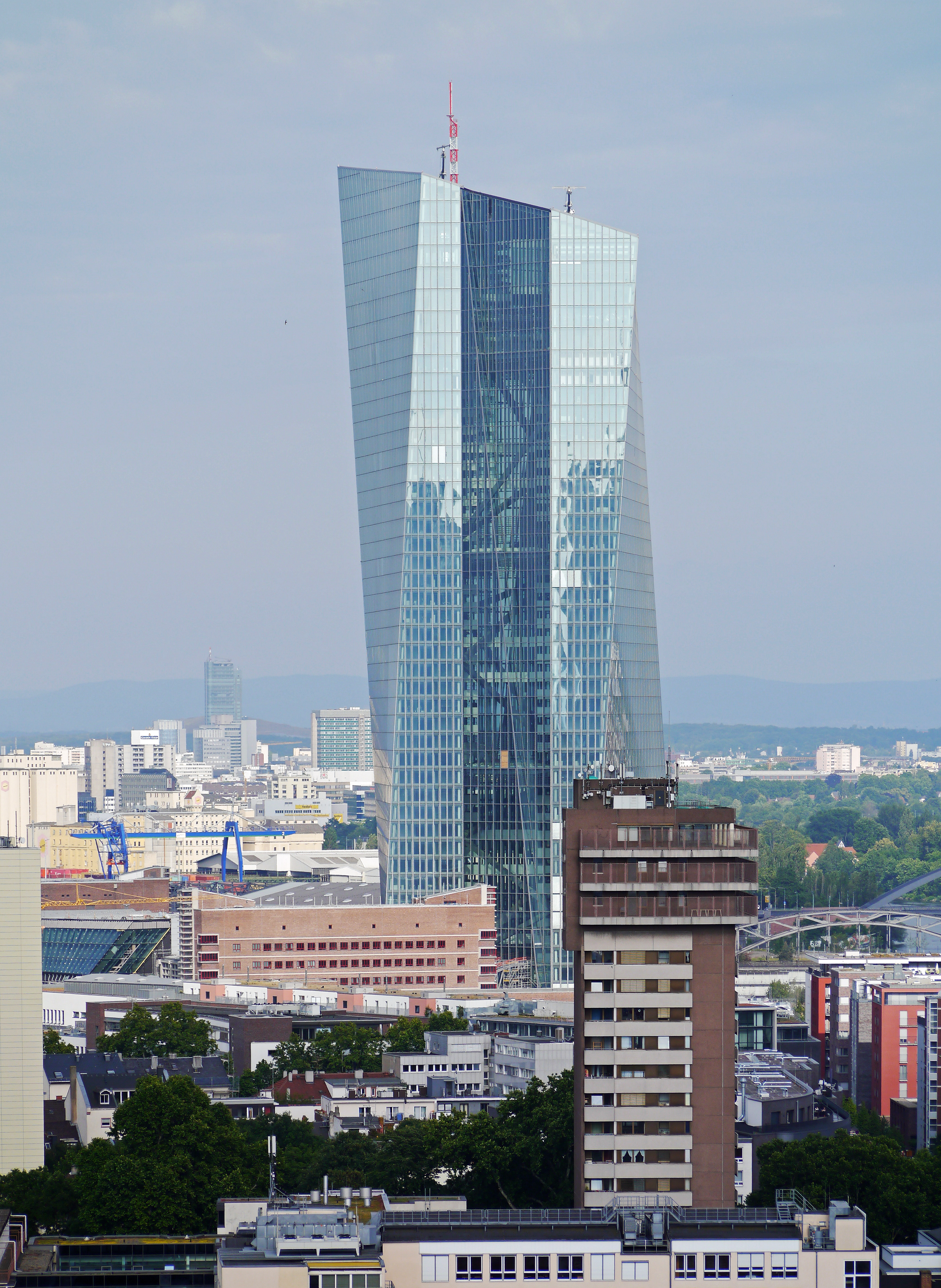
Sede del Banco Central Europeo, el que controla la mayor parte de las finanzas de la Unión Europea.

Dinero es todo activo o bien generalmente aceptado como medio de pago por los agentes económicos para sus intercambios y que además cumple las funciones de ser unidad de cuenta y depósito de valor. Algunos ejemplos de dinero son: las monedas, las divisas y los billetes, las tarjetas de débito y crédito, y las transferencias electrónicas, entre otros.
El dinero tal como lo conocemos hoy (billetes y monedas sin valor propio), debe estar avalado o certificado por la entidad emisora. Para su aceptación necesita de la construcción de mecanismos de legitimidad y de confianza. Actualmente son los gobiernos, a través de las leyes, quienes determinan cuál es el tipo de dinero de curso legal. Pero son otras entidades, como los bancos centrales y las casas de la moneda, los que se encargan, primero, de regular y controlar la política monetaria de una economía, y segundo, de crear las monedas y billetes según la demanda y la necesidad de tener en circulación dinero físico. Desde un punto de vista de las Ciencias Sociales entra en juego el factor social ya que la moneda al ser «un bien público», en tanto que presta servicios de tal naturaleza, debe ser regulada por las autoridades públicas (mediante los bancos centrales) en cuanto representantes del interés público, y no solamente a través de los mecanismos de mercado.

## Etimología
El término «dinero» deriva del nombre de la moneda romana de plata, denarius. Tenía un valor diez ases. Derivaría del adjetivo distributivo latino deni (‘cada diez’), a su vez, derivado del numeral decem (‘diez’).
Fue el nombre de diversas monedas utilizadas durante la Edad Media en casi todos los reinos de España, Francia y Bizancio. Así mismo, el dinar usado en varios países árabes actuales, comparten la misma etimología latina.
Actualmente en los países de habla hispana, «dinero» conlleva el significado de «moneda corriente».

## Historia
Entre las diferentes culturas del mundo se han empleado gran variedad de materiales y objetos con la función que hoy estamos habituados a ver con monedas, billetes, tarjetas de crédito, cheques o talones, etc. Cierto que puede parecer, en muchos casos, que guarda relación con el intercambio de mercancías que desde la prehistoria el ser humano lleva empleando: el trueque.

### Trueque
En el neolítico, con la aparición de la agricultura y la ganadería, apareció la primera economía de producción y se produjo un excedente; una cantidad de bienes que no necesitan ser consumidos. Esto dio lugar a la posibilidad de también alimentar a personas que no necesitaban trabajar la agricultura o la ganadería para su propia subsistencia, y que por tanto podían dedicarse a producir otros productos, como por ejemplo la cerámica o las armas, e intercambiar los mismos por el excedente producido. Ello permitió la primera forma de comerciar, el trueque, intercambiando directamente bienes y servicios por otros, basándose en el consenso de los participantes acerca de la valoración de los objetos a intercambiar. Con el tiempo, esta forma de intercambio se consideró ineficiente.

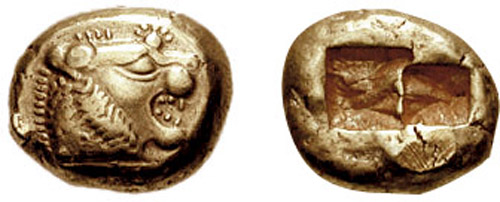
Monedas de un tercio de estatero, acuñadas a principios del

### Metales
Con el paso del tiempo, el oro y la plata fueron los metales preciosos más ampliamente usados como dinero debido a que su valor es aceptado mundialmente, y también debido a la facilidad de transporte, a las ventajas de la conservación, etcétera. Para garantizar o certificar que un trozo de metal o moneda contenía una cierta cantidad de oro y/o plata, se comenzó la acuñación, a modo de garantía o certificación, por parte de entidades reconocidas y respetadas (reinos, gobiernos, bancos), que avalaban el peso y la calidad de los metales que contenían.
De acuerdo con Heródoto, el pueblo lidio fue el primero en introducir el uso de monedas de oro y plata, y también el primero en establecer tiendas de cambio en locales permanentes. Se cree que fueron los primeros en acuñar monedas estampadas, durante el reinado de Giges, en la segunda mitad del siglo VII a. C. Otros numismáticos remontan la acuñación a Ardis II. La primera moneda fue hecha de electro (aleación de oro y plata). con un peso de 4,76 gramos, para poder pagar a las tropas de un modo regulado. El motivo del estampado era la cabeza de un león, el símbolo de la realeza. El estándar lidio eran 14,1 gramos de electro, y era la paga de un soldado por un mes de servicio; a esta medida se le llamó estatero.

Pero el bronce, el cobre, el hierro, incluso el plomo, también han sido algunos de los metales frecuentemente empleados para acuñación de monedas.

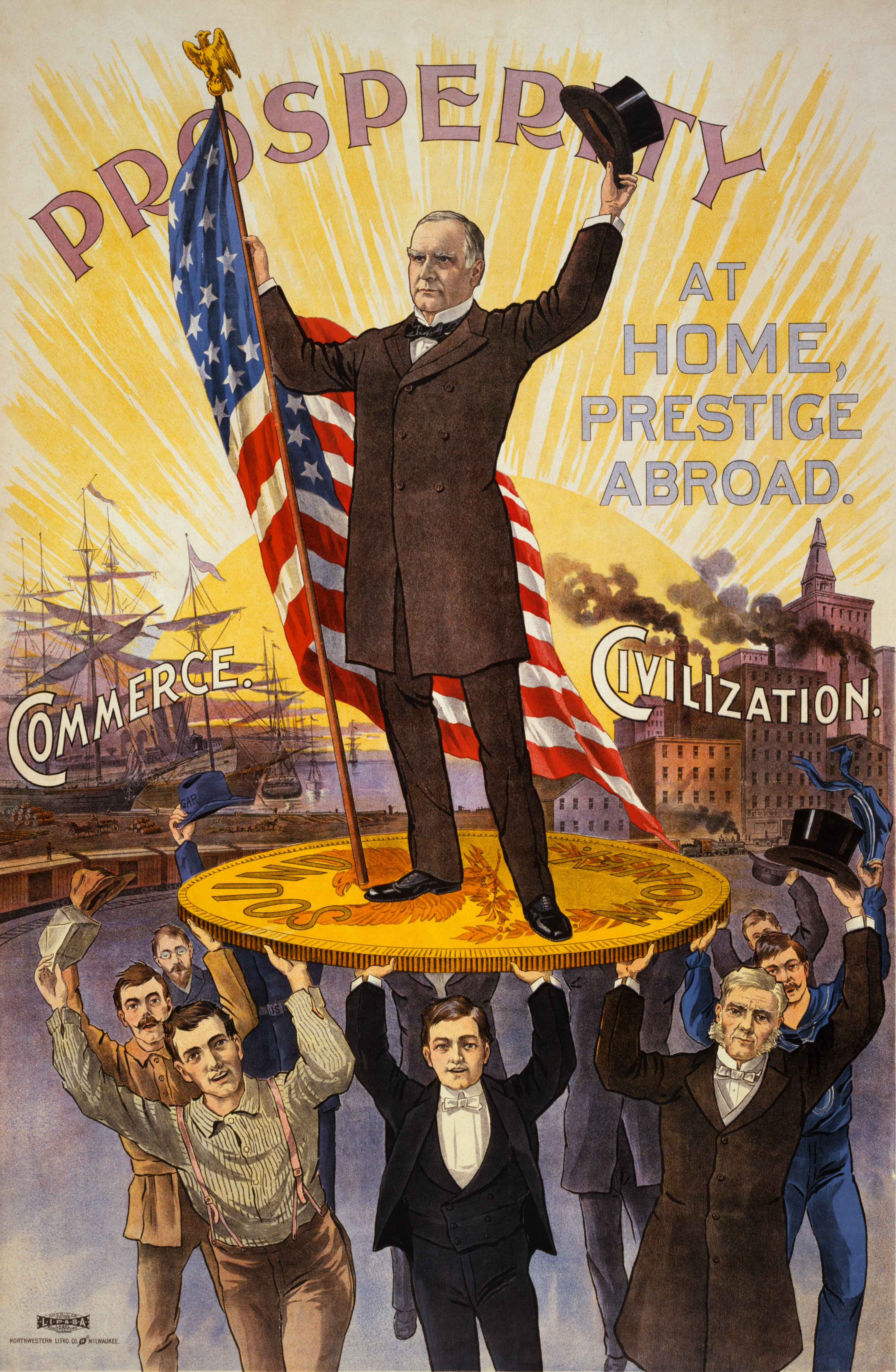
En 1896 William McKinley se postuló a la presidencia de los Estados Unidos sobre la base del Patrón oro.

## Tipos

### Dinero mercancía
A veces llamado dinero real, 1 es aquella clase de dinero cuyo valor, a diferencia del dinero representativo y del dinero fiat, proviene fundamentalmente del bien del cual se compone. El dinero mercancía consiste en bienes u objetos que tienen valor por sí mismos, además del valor de cambio al ser utilizado como moneda.

### Dinero representativo
Tipo de dinero que, a diferencia del dinero mercancía, se basa en otro activo, como, por ejemplo, el dinero respaldado en oro, plata, petróleo u otra moneda, que tiene la cualidad de ser convertible al activo al cual representa, el cual puede ser una especie de dinero metálico.

### Dinero fíat
También conocido como dinero por decreto, es una forma de dinero sin valor intrínseco. Su valor se basa en su declaración como dinero por el Estado. El término fíat frecuentemente se utiliza de forma intercambiable con el de dinero fiduciario, sin embargo los términos no son equivalentes y el matiz puede ser considerable. El dinero fiat es el tipo de dinero del dólar, euro, yen y principales monedas de curso internacional.

### Dinero fiduciario
El dinero llamado fiduciario (del latín fiduciarĭus, de fiducĭa 'confianza' y ésta a su vez de fides 'fe'), es el que se basa en la fe o confianza de la comunidad, es decir, que no se respalda por metales preciosos ni nada que no sea una promesa de pago por parte de la entidad emisora.1 Es importante tener en cuenta que entendemos la confianza de la comunidad como el conjunto de la riqueza aparente que presenta la comunidad emisora de la moneda. Es el modelo monetario que predomina actualmente en el mundo, y es del dólar estadounidense, el euro y todas las otras monedas de reserva.2

### Moneda
La moneda es una pieza de un material resistente, de peso y composición uniforme, normalmente de metal acuñado en forma de disco y con los distintivos elegidos por la autoridad emisora, que se emplea como medida de cambio (dinero) por su valor legal o intrínseco y como unidad de cuenta.

### Papel moneda
El billete de papel más antiguo conservado lo fabricó la dinastía Ming, hacia 1375 y equivalía a 1000 monedas de cobre.
Fue necesaria una evolución en la cual los estados emitían billetes y monedas, que daban derecho a su portador a intercambiarlos por oro o plata de las reservas del país. Los cambios en las dinámicas económicas durante el siglo XX dieron fin a la hegemonía de los metales en el dinero, el cual tomó otros aspectos (billetes, tarjetas, entre otros), La evolución del respaldo del papel moneda es el siguiente:
- En los siglos XVIII y XIX, varios países tenían un patrón de dos metales, basado en oro y plata.
- Entre 1870 y la Primera Guerra Mundial se adoptó principalmente el Patrón oro, de forma que cualquier ciudadano podría transformar el papel moneda en una cantidad de oro equivalente.
- En el periodo entre guerras mundiales se trató de volver al Patrón oro, si bien la situación económica y la crisis o crac del 29 terminó con la convertibilidad de los billetes en oro para particulares.
- Al finalizar la Segunda Guerra Mundial, los aliados establecieron un nuevo sistema financiero en los Acuerdos de Bretton Woods, en los cuales se establecía que todas las divisas serían convertibles en dólares estadounidenses y solo el dólar estadounidense sería convertible en lingotes de oro a razón de 35 dólares por onza para los gobiernos extranjeros.
- En 1971, las políticas fiscales expansivas de los Estados Unidos, motivadas fundamentalmente por el gasto bélico de Vietnam, provocaron la abundancia de dólares, planteándose dudas acerca de su convertibilidad en oro. Esto hizo que los bancos centrales europeos intentasen convertir sus reservas de dólares en oro, creando una situación insostenible para los estadounidenses. Ante ello, en diciembre de 1971, el presidente de Estados Unidos, Richard Nixon, suspendió unilateralmente la convertibilidad del dólar en oro para el público y devaluó el dólar un 10 %. En 1973, el dólar se vuelve a devaluar otro 10 %, hasta que, finalmente, se termina con la convertibilidad del dólar en oro también para los gobiernos y bancos centrales extranjeros.
- Desde 1973 el dinero utilizado en el mundo tiene un valor que está en la creencia subjetiva de que será aceptado por los demás habitantes de un país, o zona económica, como forma de intercambio. Las autoridades monetarias y Bancos Centrales no pretenden defender ningún nivel particular de tipo de cambio, pero intervienen, individualmente o en coordinación, en los mercados de dinero y en la oferta monetaria para suavizar las fluctuaciones especulativas de corto plazo, con el objetivo de mantener a corto plazo la estabilidad de precios, y evitar situaciones como la hiperinflación, que hacen que el valor de ese dinero se destruya, al desaparecer la confianza en el mismo, o como la deflación.

### Dinero electrónico
El dinero electrónico (también conocido como e-money, efectivo electrónico, moneda electrónica, dinero digital, efectivo digital o moneda digital) se refiere a dinero que, o bien se emite de forma electrónica, a través de la utilización de una red de ordenadores, Internet y sistemas de valores digitalmente almacenados como el caso del Bitcoin, o es un medio de pago digital equivalente de una determinada moneda, como en el caso del Ecuador o Perú Las transferencia electrónica de fondos y los depósitos directos son ejemplos de dinero electrónico.

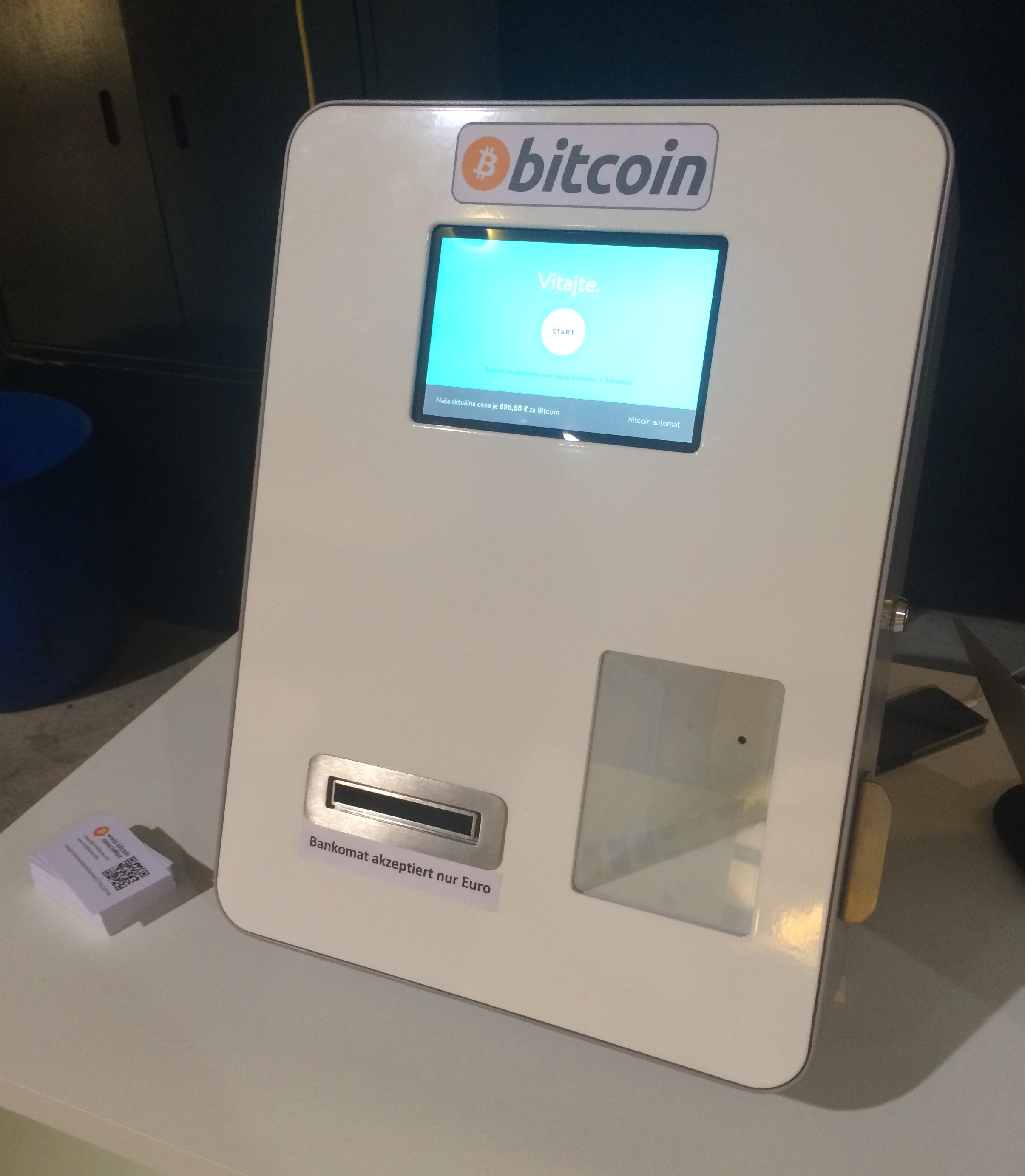
Cajero automático de bitcoins, una criptomoneda concebida en 2009.

## Funciones
El dinero es un activo financiero neutro o plenamente líquido, que sirve de plataforma intermedia para optimizar el intercambio de bienes y servicios, evitando las inexactitudes propias del trueque, es decir, del intercambio directo de bienes y servicios. Por tanto, para que un bien pueda ser calificado como dinero se deben satisfacer los siguientes tres criterios y que son las tres principales funciones que cumple el dinero en un sistema económico moderno (funciones que ya en su libro Ética a Nicómaco, Aristóteles define de forma similar unos siglos antes):
- Medio de intercambio: para evitar las ineficiencias de un sistema del trueque. Cuando un bien es requerido con el solo propósito de usarlo para ser intercambiado por otras cosas, posee esta propiedad. Además, el dinero debe ser un bien ligero y fácil de almacenar y de transportar.
- Unidad de cuenta: Cuando el valor de un bien es utilizado con frecuencia para medir y comparar el valor de otros bienes o cuando su valor es utilizado para denominar deudas, se dice que el bien posee esta propiedad. La unidad de cuenta significa que es la unidad de medida que se utiliza en una economía para fijar los precios.
- Conservación de valor: Cuando un bien es adquirido con el objetivo de conservar el valor comercial para futuro intercambio, entonces se dice que es utilizado como un depósito de valor. El dinero es un depósito de valor pero no el único, cualquier activo que mantenga su poder adquisitivo a lo largo de tiempo servirá como depósito de valor.

## Oferta de dinero
La oferta de dinero o masa monetaria, en macroeconomía, es la cantidad de dinero disponible en una economía para comprar bienes, servicios y títulos de ahorro, en un momento determinado. La oferta monetaria es determinada de manera conjunta por el sistema bancario privado y el banco central del país. El banco central opera a través del mercado abierto y de otros instrumentos para proveer de reservas al sistema bancario.

### El dinero y la liquidez de los activos
Cualquiera puede crear su propio dinero. Por ejemplo, en los comercios minoristas con la emisión de los vales de compra, pero este tipo de dinero tiene un inconveniente, que solo es aceptado por la misma tienda que los emitió, por lo que su liquidez es muy limitada.
El único tipo de dinero propiamente dicho que se considera legalmente como tal, es el emitido por los bancos centrales (billetes y monedas), también denominado dinero legal, y siempre ha de ser aceptado como forma de pago. Se considera que el dinero legal es el activo más líquido al cual se pueden convertir el resto de activos (bienes, servicios, deudas u obligaciones) y viceversa.

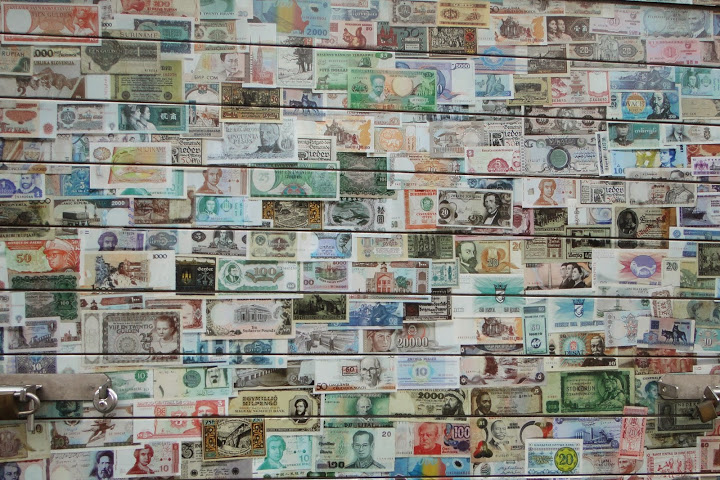
El dinero de papel de diferentes países.

En sentido amplio, hay que entender por dinero mucho más que el mero dinero legal. Hay diferentes tipos de activos financieros que constituyen el dinero en sentido amplio; se pueden clasificar según su grado de liquidez. El dinero en sentido estricto sería solo el plenamente líquido. Para empezar a hablar, las cantidades en cuentas bancarias corrientes o depósitos a la vista también han de considerarse como dinero convertible en dinero legal en una relación de 1:1, de forma inmediata; estos depositantes dispondrán de su dinero a través de su chequera de cuenta corriente, pero el banco depositario, en el ejercicio de su actividad comercial, se lo entregará a un tercero que podrá disponer de él con otra chequera, la de una cuenta de crédito. De este modo, las entidades de depósito y, en general, todas las entidades de crédito, multiplican el dinero legal (cfr. creación de dinero bancario, cuasidinero).
Cuando se realiza un depósito en efectivo en una cuenta corriente o a la vista, el Activo (Tesorería) del banco se incrementa pero, también, aparece una anotación contable en el Pasivo para representar la deuda de esa cantidad de dinero con el depositante. Desde el punto de vista del patrimonio de este, lo que ha sucedido es un cambio de un activo plenamente líquido (dinero legal) por un derecho de crédito de máxima liquidez contra el banco depositario, ya que existe el compromiso por parte del banco de convertirlo en dinero legal a instancia del depositante. Con el dinero legal depositado por los clientes de pasivo, el banco hace su negocio (cfr. depósito irregular), prestando una parte a sus clientes de activo o invirtiéndolo, pero debe mantener reservada una parte "en Caja" (Encaje) para poder hacer frente a los eventuales reintegros.
Lo dicho en relación con las cuentas corrientes y depósitos a la vista puede aplicarse, con las correspondientes variaciones, a los depósitos de ahorro, a plazo fijo y demás activos financieros emitidos por el sistema financiero. La clasificación completa de los activos financieros, de mayor a menor liquidez, agrupados en los llamados agregados monetarios, no es más que la forma ordenada de referirse la Oferta Monetaria.
Hay que añadir que, al igual que los bancos, las empresas también pueden emitir títulos negociables de deuda que pueden ser considerado un tipo especial de cuasidinero. Este tipo de emisiones se denominan de diversas formas, por ejemplo, papel comercial (letras de cambio endosables), pero no forman parte de ninguno de los agregados monetarios, reservados al sistema financiero. Parte de la doctrina denomina "dinero financiero" a este conjunto de activos financieros no bancarios. Desde el punto de vista material, no cabe duda de su naturaleza dineraria; piénsese, por ejemplo, en mecanismos tales como la pignoración de títulos-valores o en que, con las acciones cotizadas de una empresa, pueden adquirirse directamente participaciones en otras empresas, como se ve muchas veces.

### Creación de dinero
En los sistemas económicos actuales, el dinero es creado por dos procedimientos:
- Dinero legal es el creado por el Banco Central mediante la acuñación de monedas e impresión de billetes, es el dinero en efectivo.[1] La cantidad de dinero legal es medida por el M1.
- Dinero bancario,[36] es el creado por los bancos privados mediante la anotación en cuenta de los créditos como depósitos de los clientes prestatarios, con un respaldo parcial indicado por el coeficiente de caja. Normalmente en la actualidad el dinero bancario se crea como dinero electrónico. La cantidad de dinero bancario es medida por los agregados monetarios distintos del M1.

La cantidad de dinero creada es medida mediante los agregados monetarios. La forma actual de creación y control de la cantidad de dinero es inspirada en el monetarismo.

### Respaldo del dinero
Se considera que el valor del dinero debería estar respaldado en metales preciosos (oro, plata, etc.) o en divisas extranjeras; sin embargo, ninguno de estos métodos es seguro, considerando que su valor está sujeto a la oferta y la demanda, y no se puede garantizar que de repente no se descubran grandes reservas minerales del metal o se genere una aplicación que aumente su demanda. Lo mismo sucede con las divisas. Puesto que el dinero que no está actualmente respaldado por ningún activo tangible es denominado dinero fiduciario. La doctrina ha cuestionado ambas relaciones, tanto del respaldo oro como la ley de la oferta y demanda, en el valor del dinero.[cita requerida]
De hecho, el dinero es resultado de un pacto social, donde todos aceptan entregar sus bienes o servicios a otros, a cambio de los símbolos monetarios (billetes, monedas, etc.); por lo tanto, el respaldo del dinero es la suma de los bienes y servicios de la Población; o sea, el producto interno bruto o PIB.
El gobierno debe impedir que el avance del agregado monetario esté descorrelacionado con el del PIB, para sostener su valor. Sin embargo, el gobierno puede optar por imprimir más billetes, lo que derivaría en inflación y la devaluación de su moneda, como una manera de financiarse, de manera recíproca.